# Groton (condado de Middlesex)
Groton es un lugar designado por el censo ubicado en el condado de Middlesex en el estado estadounidense de Massachusetts. En el Censo de 2010 tenía una población de 1.124 habitantes y una densidad poblacional de 259,4 personas por km².

## Geografía
Groton se encuentra ubicado en las coordenadas 42°36′42″N 71°33′55″O / 42.61167, -71.56528. Según la Oficina del Censo de los Estados Unidos, Groton tiene una superficie total de 4.33 km², de la cual 4.33 km² corresponden a tierra firme y (0.06%) 0 km² es agua.

## Demografía
Según el censo de 2010, había 1.124 personas residiendo en Groton. La densidad de población era de 259,4 hab./km². De los 1.124 habitantes, Groton estaba compuesto por el 95.91% blancos, el 0.98% eran afroamericanos, el 0% eran amerindios, el 0.98% eran asiáticos, el 0% eran isleños del Pacífico, el 0.36% eran de otras razas y el 1.78% pertenecían a dos o más razas. Del total de la población el 1.07% eran hispanos o latinos de cualquier raza.